# Faysal Mobahritz
Faysal Mobahriz (født 14. september 1994) er en dansk skuespiller, mest kendt for sin rolle som Hassan i tv-serien Max, og de tre film Max Pinlig, Max Pinlig 2 - sidste skrig og Max Pinlig 3 på Roskilde.